# Полужесткокрылые
Полужесткокрылые, или членистохо́ботные (лат. Hemiptera) — отряд насекомых с неполным превращением из клады Paraneoptera. Это наземные или водные насекомые, тело которых чаще всего умеренно уплощённое. Главный признак этих насекомых — ротовые органы колюще-сосущего типа; хоботок почти во всех случаях прикреплён к передней части головы. Как и у других насекомых с неполным превращением, промежуточная стадия между яйцом и имаго называется нимфой. Образ жизни этих насекомых весьма разнообразен, они являются растительноядными (высасывают соки различных частей растения), паразитами млекопитающих и птиц, микофагами (питаются грибами), хищниками (охотятся на мелких беспозвоночных), живут в сетях пауков и эмбий, также в воде и на её поверхности; некоторые виды водомерок встречаются даже в открытом океане:20. Они ограничены только способностью проникать внутрь древесных тканей и паразитировать внутри живого организма:20. Отряд насчитывает более 104 тысяч видов: к августу 2013 года учёными описано 104 165 видов, включая 1982 ископаемых вида (Zhang, 2013).

## Морфология

### Имаго
Размеры представителей группы колеблются в широких пределах от 0,8—1 мм (Ceratocombidae) до 109 мм (Lethocerus grandis). На территории Европы одним из самых мелких видов является Micronecta minutissima длиной 1,5 мм, одним из крупнейших — Ranatra linearis с длиной тела 60—70 мм вместе с воздушными трубочками. В одном и том же семействе могут присутствовать как очень мелкие виды, так и «гиганты», например Crypsinus angustatus длиной 3 мм и Eusthenes hercules 39—42 мм.
Форма тела представителей группы сильно варьируется в зависимости от образа жизни и среды. Практически правильная шаровидная форма имеется у некоторых псаммофилов из семейства Thyreocoridae (Stibaropus, Amaurocoris, Сеphalocteus), обитающие в толще песчаных дюн в пустынях. Правильная полушаровидная форма имеется у представителей громадного большинства видов семейства Coptosomatidae. Также отмечается сильно удлинённое, линейное, тонкое и палочковидное тело среди представителей различных семейств: Bhaphidosoma, Mecistocoris, многие роды подсемейства Emesinae (Reduviidae), Hydrometra (Hydrometridae), Prionotylus, Chorosoma (Coreidae), Colobathristidae, Berytus, Berytinus (Berytidae) и др.
Паразитизм, обитание под корой деревьев, в ходах короедов и под прочими прикрытиями вызывает уплощение всего тела иногда до максимальных пределов; семейство Cimicidae (паразиты летучих мышей, птиц и человека), Aradidae и Brachyrhinchidae, род Aneurus, многие роды Anthocoridae (обитают под корой деревьев), Gastrodes и Orsillus (обитают в хвойных шишках), семейство Ioppeicidae, личинки рода Tesseratoma совершенно плоские. Покровы тела в отдельных случаях имеют твердость надкрылий и тела жуков (например Scutellerinae из Pentatomidae), в других случаях наоборот — очень мягкие и нежные (Miridae). Окраска, скульптура, вооружение покровов также разнообразные. Окраска преимущественно чёрная, бурая, жёлтая, реже красная (Pyrrhocoridae, большинство родов Lygaeinae, роды Corizus, Serinetha, Pyrrhotes, триба Jlestheniini и др.), редко — с металлическим блеском (триба Scutellerini, роды Zicrona, Paryphes, Sundarus, Sphidyrtus, Stenoprasia, Heterocoris и др.) Также металлический блеск имеют некоторые роды семейства Coreidae в Центральной и Южной Америке и эфиопский Midis (Callichlamydia) metallica, многочисленные виды и роды Scutellerini окрашенные в яркие цвета с металлическим блеском.
Полужесткокрылые представляют большое разнообразие и распадаются на несколько естественных групп. Голова весьма различной формы и величины, часто несколько вдвинута в первый членик груди. Усики чаще всего щетинковидные или нитевидные, обыкновенно из 3—10 члеников. Глаза или простые, или вовсе отсутствуют, у других есть лишь сложные, у некоторых и те, и другие. Хоботок состоит у громадного большинства из относительно малой треугольной верхней губы и сильно развитой нижней, которая имеет вид почти замкнутого в трубочку желоба и составляет главную часть хоботка, обыкновенно разделённого на 3—4 членика. Внутри хоботка расположены щетинковидные верхние и нижние челюсти, из которых последние часто плотно соединены между собою, образуя как бы одну щетинку; ни нижнечелюстных, ни губных щупальцев нет. Обыкновенно хоботок подогнут под голову и грудь; длина его иногда в несколько раз больше длины тела.
У червецов членики груди более или менее сильно слиты между собою; у собственно полужесткокрылых, или разнокрылых (Heteroptera), сильно развит первый членик; у некоторых особенно развита среднегрудь; на последней часто находится щиток (scutellum), иногда очень сильно развитый и прикрывающий спинную сторону брюшка. У настоящих полужесткокрылых (клопов) по большей части крылья передней пары наполовину твёрдые, кожистые, наполовину перепончатые (отсюда название отряда). Крылья этого типа называются hemyelitra (полунадкрылья) и обыкновенно имеют мало жилок; задние крылья перепончатые, короче и шире передних, прозрачные, имеют только продольные жилки и могут складываться вдоль, причём задняя часть помещается под передней. У остальных полужесткокрылых или все четыре крыла перепончатые, или передние кожистые на всём протяжении; жилок может быть очень мало (например у тлей), или довольно много (у цикад). Иногда бывает лишь 2 крыла (передняя пара); именно у самцов червецов (Кошениль). Есть также много бескрылых форм, причём лишены крыльев или оба пола (напр. у постельного клопа), или лишь самки (напр. у кошенили и большинства червецов, многих тлей), или некоторые поколения (у некоторых тлей). Ноги различного строения: бегательные, хватательные (например у водяного скорпиона), плавательные (напр. у гребляков), прыгательные (напр. у кобылок); лапки их из 3, 2, реже 1 членика. Брюшко состоит из 6—9 сегментов, часто имеет на конце придатки (напр. соковые трубочки у тлей), иногда непарные; самки цикад снабжены яйцекладом. У многих полужесткокрылых есть различного рода кожные железы; так, у клопов в заднегруди находится парная или непарная железа, выделяющая сильно и по большей части неприятно пахнущее вещество (иногда, впрочем, запах этих выделений приятный — например у Miris Carceli выделение имеет запах гиацинта); многие полужесткокрылые выделяют из кожных желез восковой налёт или пушистый покров, одевающий тело; некоторые выделяют лаковое вещество.

### Нимфа
У нимф присутствуют основные морфологические признаки имаго, однако надкрылья и крылья имеются в виде более или менее развитых крыловых зачатков, которые не соприкасаются по шву и не отделены чётко от щитка. На спинной стороне брюшка у нимф обычно имеются одна, две или три пары отверстий пахучих желёз. Глазки во всех случаях отсутствуют. Лапки всегда состоят не более чем из двух члеников, а усики не более чем из четырёх. Нимфы к полёту не способны.

## Анатомия
Пищевод длинный и узкий, слюнные железы хорошо развиты, зоба нет; желудок состоит из нескольких отделов; мальпигиевых сосудов обыкновенно 4, но может быть 2 (у некоторых червецов) или вовсе не быть (у тлей). Трахейная система хорошо развита и иногда имеет пузыри, дыхалец до 10 пар (3 на груди, 7 на брюшке); у некоторых (например водяной скорпион) задняя пара дыхалец открывается в длинные трубочки. Половые органы обыкновенно парные и состоят из 2, 4, 8 и более трубочек или мешков; обыкновенно есть придаточные железы и приёмник семени, иногда (у цикад) и совокупительная сумочка. Некоторые полужесткокрылые имеют голосовые аппараты, особенно развиты они у цикад, у которых имеются особые полости, играющие роль резонаторов; некоторые клопы издают звуки трением хоботка о грудь или передние ноги. Превращение полужесткокрылых — неполное. Личинки после 2—3 линяний получают зачатки крыльев (стадия куколки или нимфы) и с новым линянием превращаются во взрослое насекомое. Как исключение, встречается и полное превращение с покоящейся куколкою, именно у самцов червецов вообще и у обоих полов рода Aleurodes.
Все без исключения виды семейства наделены хоботком (рострумом), не уступающим по упругости другим конечностям. Гибкость хоботка минимальна, но его упругость позволяет поддерживать контакт с пищей, непосредственно высасывая соки. Поскольку плотоядные клопы имеют тенденцию охотиться на более крупных животных, они также могут распространять всевозможные заболевания, служа разносчиками заразы.

### Строение центральной нервной системы
Центральная нервная система представляет значительную концентрацию; отдельных брюшных узлов нет, а грудные могут быть более или менее слиты между собою и с подглоточным узлом, так что иногда все грудные узлы вместе с подглоточным сливаются в один узел.

## Биология
Биологически эта группа очень разнообразная. В ней встречаются подводные, надводные и наземные представители, среди последних встречаются как открыто живущие, так и скрыто живущие, то есть живущие под камнями, под корой, в почве и т. п. Травоядных строго по видам больше, но хищники встречаются чаще в природе, причём большинство из обеих категорий способны дать отпор человеку своим укусом. Подводные хищники являются самыми проворными и также наиболее распространёнными насекомыми, живущими под водой.

### Растительноядность
Питание растениями и их соками характерна для большинства видов полужесткокрылых:20.

### Хищничество
Отмечено в различных группах клопов, например, таких как хищнецы (Reduviidae) и клопы-охотники (Nabidae) и некоторых других:21, как правило хищные клопы питаются членистоногими, но могут охотиться и на некоторых позвоночных. Водные клопы (Notonectidae, Nepidae) охотятся на мальков рыб и головастиков лягушек..

### Комменсализм и инквилинизм
Инквилины и комменсалы встречаются в различных группах полужесткокрылых насекомых. Виды некоторых семейств живут ассоциациями с муравьями и муравейниками; такие виды встречаются среди многих равнокрылых (тли, червецы и щитовки), а также в некоторых семействах клопов (земляные щитники, кружевницы, Enicocephalidae, Anthocoridae, Lygaeidae):21.
Все виды семейства Termitaphididae живут в облигатной ассоциации с термитами:21.
В сетях пауков или других насекомых встречаются представители подсемейства Plokiphilinae (Plokiophilidae), рода Ranzovius (слепняки), рода Arachnocoris (клопы-охотники) и семейства хищнецов. Они питаются насекомыми, которые попали в ловушку паука. В сетях эмбий живут представители другого подсемейства, Embiophilinae из семейства Plokiophilidae, где питаются яйцами, слабыми и мёртвыми особями эмбий:21.

### Наводный образ жизни
На поверхности воды живут полужесткокрылые из инфраотряда Gerromorpha (разделяя её с жуками из семейства вертячек). Для того, чтобы держаться на поверхности воды, представители подотряда имеют различные приспособления, включая специально приспособленные лапки, несмачиваемую поверхность тела, а также другие приспособления, которое позволяют им существовать в этой среде:21.

### Водный образ жизни
К водному образу жизни на стадии имаго адаптировались некоторые группы клопов, например, такие как водяные скорпионы (Nepidae), Aphelocheiridae, Belostomatidae, Naucoridae, Pleidae и некоторые другие. В приливных зонах живёт Aepophilus bonnairei:21.

## Размножение
Среди тлей широко распространено живорождение, партеногенез (свойствен также червецам), полиморфизм и гетерогония. Огромное большинство полужесткокрылых живёт на суше, сравнительно немногие в воде или на воде (последние благодаря тому, что ноги их не смачиваются водою, могут свободно бегать по её поверхности, например водомерки; сюда же относятся полужесткокрылые, живущие в жарком поясе на поверхности океана — Halobaies, Halobalodes — см. Галобатиды). Некоторые виды живут в земле, муравейниках и т. п. местах. Большинство питается растительной пищей и именно соками цветковых растений, которые они высасывают с помощью хоботка; иногда это вызывает уродливое разрастание ткани растений и ведёт к образованию наростов или орешков (галлов; см. Тли); некоторые виды питаются соками грибов, папоротников. Есть формы, питающиеся и растительной, и животной пищей (Podisus, Stiretrus, Rhaphigaster). Многие хищники высасывают соки из других животных, особенно личинок насекомых; некоторые высасывают также трупы насекомых. Наконец, некоторые полужесткокрылые представляют постоянных или временных (постельные клопы) паразитов. Укусы хищных и некоторых паразитических полужесткокрылых, при которых в ранку попадает едкая слюна, могут быть очень болезненны и даже вредны. Полужесткокрылые распространены во всех частях света, но наибольшего развития эта группа достигает в Америке и особенно Южной: здесь же водятся и наиболее крупные представители отряда (7—9 см длины).

## Генетика
Число хромосом у полужесткокрылых сильно варьирует: диплоидные числа колеблются от 4 до 192. В трех из четырёх подотрядов генетические системы, определяющие пол, относительно однородны, в основном ХО-типа с редкими встречающимися сложными мужскими гетерогаметными кариотипами и происхождением нео-Y-хромосом. Однако подотряд Sternorrhyncha, в который входят белокрылки, тли и щитовки, гораздо разнообразнее. Каждая из этих трёх ветвей демонстрирует свой уникальный набор систем определения пола: белокрылки гаплодиплоидны, а самцы развиваются из неоплодотворенных яиц. Большинство тлей размножаются посредством циклического партеногенеза, когда вид проходит несколько раундов партеногенеза, за которыми следует одно поколение полового размножения. Все партеногенетические и произведенные половым путем потомки имеют кариотип ХХ половой хромосомы, а самцы образуются путем случайной элиминации одной из двух Х-хромосом на раннем этапе развития, в результате чего появляются самцы ХО. Некоторые виды тлей утратили свой половой жизненный цикл и размножаются исключительно путем партеногенеза. Coccoidea демонстрируют одну из самых разнообразных систем определения пола. Определение пола у ряда базальных ветвей происходит по типу ХО, но среди щитовок было по крайней мере два независимых перехода к системам с гаплоидными самцами. Гаплодиплоидия развилась в трибе Iceryiini, в то время как элиминация отцовского генома (PGE) развилась у неококцид и является наиболее распространенным способом размножения среди щитовок (обнаружен примерно у 6000 видов). Наконец, ряд видов трибы Iceryiini являются уникальными среди насекомых, у которых развился истинный гермафродитизм, когда особи производят как мужские, так и женские гаметы и размножаются путём самооплодотворения. Число диплоидных хромосом широко колеблется среди полужесткокрылых, от 4 у некоторых видов щитовок семейства Monophlebidae, в то время как самое высокое число хромосом составляет 192 и было зарегистрировано у щитовки Apiomorpha macqueeni.

## Взаимодействие с человеком
Многие виды полужесткокрылых являются вредителями растений. В частности, они переносят между ними вирусы. Некоторые хищные виды, наоборот, используют для биологического контроля и уничтожения вредителей. Из полужесткокрылых получают полезные продукты, например, кошениль. Вид Cimex lectularius является паразитом и питается человеческой кровью.
Не менее девяти видов полужесткокрылых употребляют в пищу. Например, в Китае и странах Африки едят цикад.